# Введенський сільський округ
Вве́денський сільський округ (каз. Введин ауылдық округі, рос. Введенский сельский округ) — адміністративна одиниця у складі Мендикаринського району Костанайської області Казахстану. Адміністративний центр — село Введенка.
Населення — 905 осіб (2021; 1456 у 2009, 2343 у 1999, 3070 у 1989).
Станом на 1989 рік існувала Введенська сільська рада (села Введенка, Загаринка, Каменка, Каренінка, Мілютінка). Село Каренінка було ліквідовано 2009 року, село Мілютінка — 2014 року.

## Склад
До складу округу входять такі населені пункти:
| Населений пункт | Старі назви | Населення, осіб (1989) | Населення, осіб (1999) | Населення, осіб (2009) | Населення, осіб (2021) |
| --------------- | ----------- | ---------------------- | ---------------------- | ---------------------- | ---------------------- |
| Введенка, село  | -           | 2036                   | 1581                   | 1052                   | 701                    |
| Загаринка, село | -           | 365                    | 272                    | 196                    | 151                    |
| Каменка, село   | -           | 287                    | 197                    | 118                    | 53                     |
| Каренінка, село | -           | 225                    | 181                    | 21                     | -                      |
| Мілютінка, село | -           | 157                    | 112                    | 69                     | -                      |